# كلايتون بي كير
كلايتون بي كير (بالإنجليزية: Clayton P. Kerr)‏ هو عسكري أمريكي، ولد في 16 أغسطس 1900 في دنفر في الولايات المتحدة، وتوفي في 13 أغسطس 1977 في دالاس في الولايات المتحدة.